# Herbert (Adelsgeschlecht)

Wappen der Familie Herbert

Herbert ist der Name einer weitverzweigten anglo-walisischen Adelsfamilie.

## Geschichte
Gründer der Familie ist William Herbert („Black William“) (1423–1469), Sohn des walisischen Adligen William ap Thomas, dem Erbauer von Raglan Castle. Er ersetzte, wie auch sein Bruder Richard, seinen walisischen Vatersnamen ap William durch den englischen Familiennamen Herbert. Als Parteigänger des Hauses York während der Rosenkriege stieg er zuerst zum Baron Herbert und später zum Earl of Pembroke auf.
Die Abstammung vor William ap Thomas ist größtenteils unsicher. Nach eigener Tradition stammt die Familie von einem im Domesday Book genannten Herbertus Camerarius, einem normannischen Gefolgsmann Wilhelm des Eroberers, und dessen Sohn Henry Thesaurarius ab. Dessen Urenkel Peter erhielt 1210 von König Johann umfangreiche Ländereien in Wales, die dem verbannten William de Braose abgenommen wurden. Seine Nachfahren erwarben durch Heiraten weiteren großen Grundbesitz in Südostwales. Vermutlich wurde der Name Herbert lange als Leitname in der Familie geführt. Für die walisische Seite wird als Stammmutter oft die Prinzessin Nest ferch Rhys genannt. Möglich wäre auch eine Abstammung von den Königen von Gwent.
Mitglieder der Familie führen oder führten im Laufe der englischen Geschichte zahlreiche Peerswürden, darunter Baron Herbert (1461–1513), Earl of Pembroke (1468–1479 und 1551–heute), Earl of Huntingdon (1479–1491), Baron Herbert of Chirbury (1624–heute), Marquess und Earl of Powis Baron (1629–1801 und 1839–heute), Earl of Torrington (1689–1716), Earl of Carnarvon (1793–heute), Baron Darcy de Knayth (1903–1943) und Baron Lucas (1905–1958).
Bekannte Familienangehörige:
- William Herbert, 3. Earl of Pembroke (1580–1630), Kanzler der Universität Oxford, Gründer des Pembroke College, Förderer William Shakespeares
- Edward Herbert, 1. Baron Herbert of Chirbury (1583–1648), Religionsphilosoph
- George Herbert (1593–1633), Poet
- Arthur Herbert, 1. Earl of Torrington (1647–1716), leitete die Glorious Revolution ein
- William Herbert (1778–1847), Botaniker
- Robert Herbert (1831–1905), erster Premierminister von Queensland in Australien
- Auberon Herbert (1838–1906), Philosoph
- George Herbert, 5. Earl of Carnarvon (1866–1923), finanzierte die Tutanchamun-Ausgrabung

## Vereinfachte Stammliste
Die Familie lässt sich in drei Hauptzweige einteilen:
- Die ehelichen Nachkommen des William Herbert („Black William“), 1. Earl of Pembroke: die männlichen Linien (Earls of Pembroke und Herberts of St. Julians) sterben früh aus; Nachkommen in weiblicher Linie sind die Barons Herbert und Dukes of Beaufort,
- Die illegitimen Nachkommen des William Herbert: die Earls of Pembroke (neuer Verleihung), davon wiederum abgehend die Barons und Marquesses of Powis und die Earls of Carnarvon
- Die Nachkommen seines Bruders Richard Herbert of Coldbrook: die Barons Herbert of Chirbury, die Earls of Powis und in weiblicher Linie die Earls of Plymouth.

1. William ap Thomas († 1445)
  1. William Herbert („Black William“), 1. Baron Herbert, 1. Earl of Pembroke (1423–1469)
    1. William Herbert, 2. Earl of Pembroke, Earl of Huntingdon, 2. Baron Herbert (1451–1491)
      1. Elizabeth Herbert, 3. Baroness Herbert (ca. 1476–1507) ⚭ Charles Somerset — Nachkommen: Barons Herbert, Earls und Marquesses of Worcester, Dukes of Beaufort

    2. Walter Herbert (ca. 1452–1507)
    3. George Herbert of St. Julians
      1. Walter Herbert of St. Julians
        1. William Herbert († 1567)
          1. William Herbert junior (1554–1593)
            1. Mary Herbert ⚭ Edward Herbert, 1. Baron Herbert of Chirbury (1583–1648) (siehe unten)

        2. George Herbert
        3. Miles Herbert († vor 1568)

    4. Richard Herbert († 1510), illegitimer Sohn, ihm verdankt sich der Aufstieg der Herberts of Swansea.[2]
      1. William Herbert, 1. Earl of Pembroke (neue Verleihung) (1501–1570) ⚭ Anne Parr, Countess of Pembroke (1515–1552)
        1. Henry Herbert, 2. Earl of Pembroke (1538–1601) ⚭ I Catherine Grey (1540–1568), ⚭ II Catherine Talbot († um 1576), ⚭ III Mary Sidney (1561–1621)
          1. William Herbert, 3. Earl of Pembroke (1580–1630)
          2. Philip Herbert, 4. Earl of Pembroke (1584–1650)
            1. Philip Herbert, 5. Earl of Pembroke (1621–1669)
              1. William Herbert, 6. Earl of Pembroke (ca. 1641–1674)
              2. Philip Herbert, 7. Earl of Pembroke (1652/53–1683)
              3. Thomas Herbert, 8. Earl of Pembroke (ca. 1656–1733)
                1. Henry Herbert, 9. Earl of Pembroke (ca. 1689–1750)
                  1. Henry Herbert, 10. Earl of Pembroke (1734–1794)
                    1. George Herbert, 11. Earl of Pembroke (1759–1827) ⚭ II Jekaterina Semjonowna Woronzowa (1783–1856)
                      1. Robert Herbert, 12. Earl of Pembroke (1791–1862)
                      2. Sidney Herbert, 1. Baron Herbert of Lea (1810–1861)
                        1. George Herbert, 13. Earl of Pembroke (1850–1895)
                        2. Sidney Herbert, 14. Earl of Pembroke (1853–1913)
                          1. Reginald Herbert, 15. Earl of Pembroke (1880–1960)
                            1. Sidney Herbert, 16. Earl of Pembroke (1906–1969)
                            2. Henry Herbert, 17. Earl of Pembroke (1939–2003)
                              1. William Herbert, 18. Earl of Pembroke (* 1978)

                        3. Michael Henry Herbert (1857–1903)
                          1. Sidney Herbert, 1. Baronet (1890–1939)

                2. Maj-Gen. William Herbert (ca. 1696–1757)
                  1. Henry Herbert, 1. Earl of Carnarvon (1741–1811)
                    1. Henry Herbert, 2. Earl of Carnarvon (1772–1833)
                      1. Henry Herbert, 3. Earl of Carnarvon (1800–1849)
                        1. Henry Herbert, 4. Earl of Carnarvon (1831–1890)
                          1. George Herbert, 5. Earl of Carnarvon (1866–1923)
                            1. Henry Herbert, 6. Earl of Carnarvon (1898–1987)
                              1. Henry Herbert, 7. Earl of Carnarvon (1924–2001)
                                1. George Herbert, 8. Earl of Carnarvon (* 1956)

                        2. Alan Herbert, Arzt
                        3. Auberon Herbert (1838–1906), Philosoph
                          1. Auberon Herbert, 9. Baron Lucas (1876–1916)
                          2. Nan Ino Herbert, 10. Baroness Lucas (1880–1958)

                    2. Charles Herbert (1774–1808)
                    3. William Herbert (1778–1847), Botaniker
                    4. Algernon Herbert (1792–1855)
                      1. Robert Herbert (1831–1905), Premierminister von Queensland

        2. Edward Herbert (1547–1593), Sohn des 1. Earls of Pembroke neuer Verleihung
          1. William Herbert, 1. Baron Powis (ca. 1573–1655)
            1. Percy Herbert, 2. Baron Powis (1598–1667)
              1. William Herbert, 1. Marquess of Powis (1626–1696)
                1. William Herbert, 2. Marquess of Powis (1665–1745)
                  1. William Herbert, 3. Marquess of Powis (1698–1748)
                  2. Edward Herbert
                    1. Barbara Herbert ⚭ Henry Herbert, 1. Earl of Powis (1703–1772) (siehe unten)

  2. Richard Herbert of Coldbrook († 1469), Sohn des William ap Thomas ⚭ Margaret, Schwester des Rhys ap Thomas
    1. Richard Herbert
      1. Edward Herbert, of Montgomery
        1. Richard Herbert, of Lysmawr, Herr von Cherbury und Montgomery († 1596)
          1. Edward Herbert, 1. Baron Herbert of Chirbury (1583–1648) ⚭ Mary Herbert of St. Julians (siehe oben)
            1. Richard Herbert, 2. Baron Herbert of Chirbury (ca. 1604–1655)
              1. Edward Herbert, 3. Baron Herbert of Chirbury (1633–1678)
              2. Henry Herbert, 4. Baron Herbert of Chirbury (ca. 1640–1691)
              3. Florence Herbert ⚭ Richard Herbert († 1676) (siehe unten)

          2. George Herbert (1593–1633)
          3. Henry Herbert (Master of the Revels) (1595–1673)
            1. Henry Herbert, 1. Baron Herbert of Chirbury (neue Verleihung) (1654–1709)
              1. Henry Herbert, 2. Baron Herbert of Chirbury (ca. 1678–1738)

        2. Mathew Herbert
          1. Francis Herbert
            1. Richard Herbert († 1676) ⚭ Florence Herbert (siehe oben)
              1. Francis Herbert († 1719)
                1. Henry Herbert, 1. Earl of Powis, Baron Herbert of Chirbury (neue Verleihung) (1703–1772) ⚭ Barbara Herbert (siehe oben)
                  1. George Herbert, 2. Earl of Powis (1755–1801)
                  2. Henrietta Herbert (1758–1830) ⚭ Edward Clive, 1. Earl of Powis (neue Verleihung) (1754–1839)
                    1. Edward Herbert, 2. Earl of Powis (1785–1848), nimmt Nachnamen seines Onkels an
                      1. Edward Herbert, 3. Earl of Powis (1818–1891)
                      2. Lieut-Gen. Percy Egerton Herbert (1822–1876)
                        1. George Herbert, 4. Earl of Powis (1862–1952)
                          1. Mervyn Herbert, 17. Baron Darcy de Knayth (1904–1943)
                            1. Davina Ingrams, 18th Baroness Darcy de Knayth (1938–2008)

                      3. Robert Charles Herbert
                        1. Edward William Herbert
                          1. Edward Herbert, 5. Earl of Powis (1889–1974)
                          2. Christian Herbert, 6. Earl of Powis (1904–1988)

                      4. Maj-Gen. William Henry Herbert
                        1. Percy Herbert (1885–1968), Bischof
                          1. George Herbert, 7. Earl of Powis (1925–1993)
                            1. John Herbert, 8. Earl of Powis (* 1952)

                    2. Robert Clive (1789–1854) — Nachkommen: Earls of Plymouth

        3. Charles Herbert
          1. Edward Herbert (ca. 1591–1658)
            1. Arthur Herbert, 1. Earl of Torrington (ca. 1648–1716)
            2. Edward Herbert (ca. 1648–1698)